# Isothrix barbarabrownae
Isothrix barbarabrownae é uma espécie de roedor da família Echimyidae.
É endêmica do Peru, onde foi coletada apenas na Reserva da Biosfera Manu.